# 親衛隊第18師
親衛隊第18「霍斯特·威塞爾」志願裝甲擲彈兵師（德語：18. SS-Freiwilligen-Panzergrenadier-Division „Horst Wessel“）是納粹德國武裝親衛隊的一個裝甲擲彈兵師，由匈牙利籍德意志裔人的志願者和被徵召者組成，於二戰末期投入東線戰事，亦曾參與斯洛伐克民族起義的鎮壓行動，其成員最終大多於捷克斯洛伐克和匈牙利被殲。